# Hradec Králové hlavní nádraží
Hradec Králové hlavní nádraží (Hradec Králové Główny) - główna stacja kolejowa w Hradcu Králové, w kraju hradeckim, w Czechach przy ulicy Riegrovo náměstí 914/2. Stacja znajduje się na głównej linii kolejowej Pardubice - Jaroměř. Znajdują się tu 3 perony.

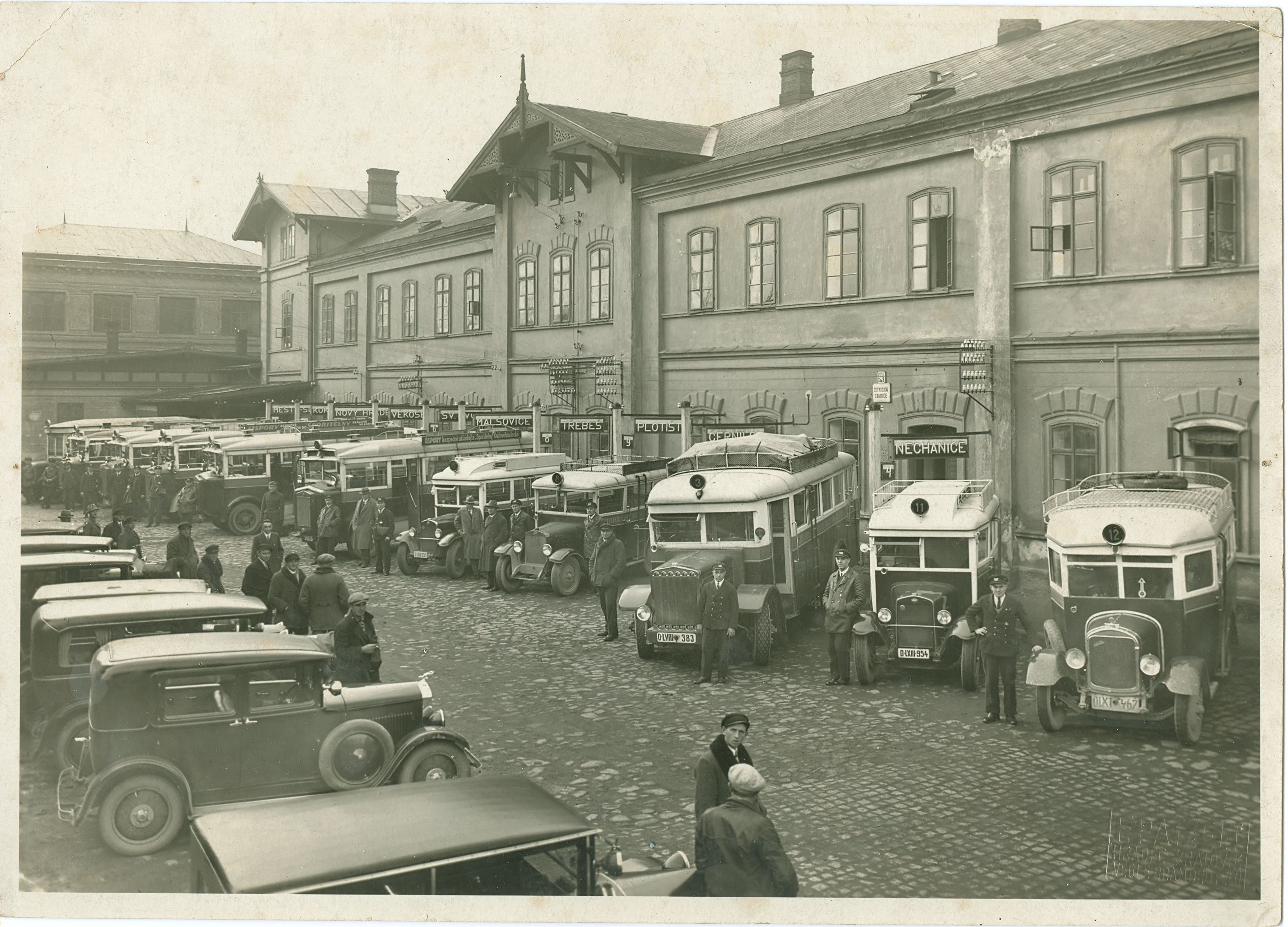
Nieistniejący dworzec kolejowy w Hradcu Králové z 1894 roku. Znajdował się w tym samym miejscu, co obecny dworzec „Hradec Králové Główny“.

Obecny budynek dworca ukończono w 1935. Wieża ma 46 m. wysokości i zawiera trzy zbiorniki wody.